# Dones a Alemanya
Els rols de les dones alemanyes han canviat al llarg de la història, ja que la cultura i la societat en què vivien havien experimentat diverses transformacions. Històricament, així com actualment, la situació de les dones va diferir entre les regions alemanyes, sobretot durant el segle xx, quan hi havia una organització política i socioeconòmica diferent a l'Alemanya Occidental en comparació amb l'Alemanya Oriental. A més, el sud d'Alemanya (Süddeutschland) té una història de forta influència catòlica romana.

## Context històric
El paper tradicional de les dones en la societat alemanya va ser sovint descrit pels anomenats «quatre K» en llengua alemanya: Kinder (nens), Kirche (església), Küche (cuina) i Kleider (roba), indicant que les tasques eren portar i criar nens, assistir a activitats religioses, cuinar i servir menjar, i tractar amb roba i moda. No obstant això, els seus rols van canviar durant el segle xx. Després d’obtenir el dret a vot el 1919, les dones alemanyes van començar a assumir funcions actives exercides anteriorment per homes. Després del final de la Segona Guerra Mundial, van ser etiquetades com a Trümmerfrauen o «dones de la runa» perquè «tenien cura dels ferits, enterraven els morts, recuperaven les pertinences» i van participar en la «dura tasca de reconstruir l'Alemanya destruïda per la guerra» netejant els enderrocs i les runes causades per la guerra.

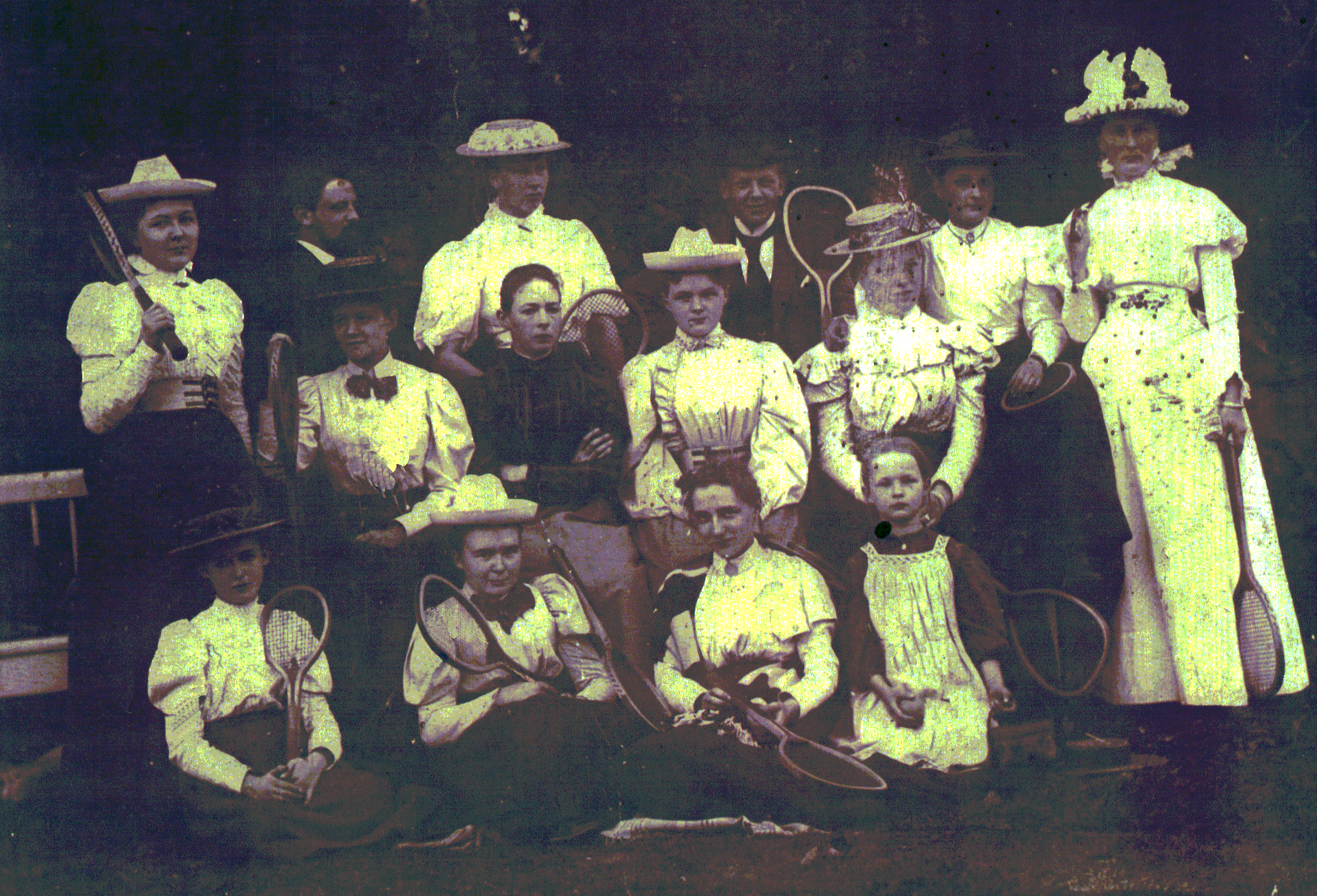
Jugadores de tenis, 1910
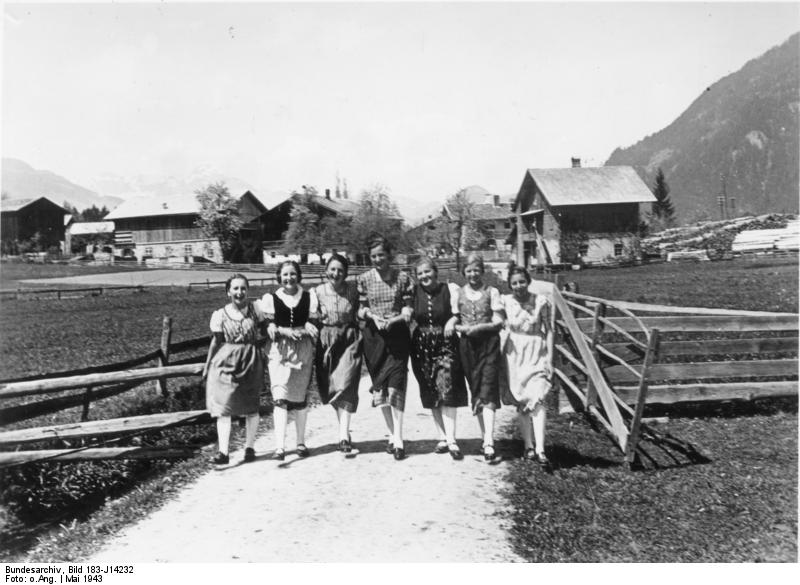
Dones alemanyes, 1943
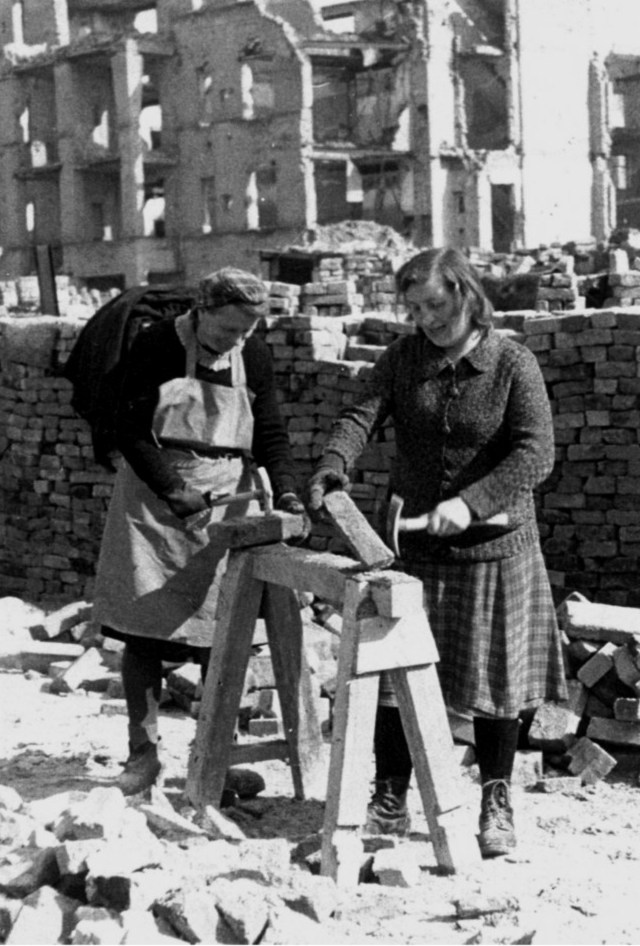
Trümmerfrauen treballant en Berlín, 1947

Tot i que conservadora en molts aspectes, Alemanya difereix, no obstant això, d'altres regions de parla alemanya d'Europa, sent molt més progressista el dret de les dones a participar políticament, en comparació amb la veïna Suïssa (on les dones van obtenir el dret a vot el 1971 a nivell federal i a nivell de cantó local el 1990 al cantó d'Appenzell Inner-Rhoden) i Liechtenstein el 1984. A Alemanya també hi ha fortes diferències regionals; per exemple, el sud d'Alemanya (particularment Baviera) és més conservador que altres parts d'Alemanya; mentre que l'antiga Alemanya de l'Est donava més suport a la vida professional de les dones que l'antiga Alemanya de l'Oest.

### Edat mitjana
Des del començament de l'època medieval fins al segle xviii, el dret germànic assignava a les dones a una posició subordinada i dependent en relació amb els homes. La llei sàlica (franca), a partir de la qual es basarien les lleis de les terres alemanyes, situava les dones en desavantatge pel que fa als drets de propietat i herència. Les vídues germàniques requerien un tutor masculí per representar-les als tribunals. A diferència del dret anglosaxó o del Codi visigòtic, el dret sàlic prohibia a les dones la successió reial. L'estatus social es basava en rols biològics i militars, una realitat demostrada en els rituals associats als nounats, quan es donava un valor inferior les noies nounates. L'ús de la força física contra les dones va ser acceptat fins al segle xviii en la legislació bavaresa.
Algunes dones medievals van afirmar la seva influència durant l'edat mitjana, típicament a la cort reial o als entorns conventuals. Hildegarda de Bingen (1098-1179), Gertrudis d'Helfta (1256-1302) i Argula von Grumbach (1490- c. 1564) es troben entre les dones que van assolir èxits independents en camps tan diversos com la medicina, la composició musical, l'escriptura religiosa i la política governamental i militar.

### Edat moderna
El tancament de monestirs per la Reforma protestant, així com el tancament d'hospitals i institucions benèfiques, van obligar a nombroses dones a casar-se. Tot i que les concubines dels sacerdots havien rebut anteriorment un cert grau d’acceptació social, el matrimoni no eliminava necessàriament l'estigma del concubinatge, ni tampoc una dona podia reclamar el salari a què podia tenir dret una serventa. Els matrimonis amb clergues protestants es van convertir en un mitjà perquè les famílies burgeses urbanes establissin el seu compromís amb la reforma.
Abans del segle xix, les dones joves vivien sota l’autoritat econòmica i disciplinària dels seus pares fins que es casaven i passaven sota el control dels seus marits. Per aconseguir un matrimoni satisfactori, una dona necessitava portar un dot considerable. A les famílies més riques, les filles rebien el seu dot de les seves famílies, mentre que les dones més pobres necessitaven treballar per estalviar els seus salaris per millorar les seves possibilitats de casar-se. Segons les lleis alemanyes, les dones tenien drets de propietat sobre els seus dots i herències, un avantatge valuós ja que les altes taxes de mortalitat van provocar matrimonis successius. Abans de 1789, la majoria de les dones vivien confinades a l'esfera privada de la societat: la llar.
L'Era de la Raó no va aportar molt més a les dones; els homes, inclosos els aficionats a la Il·lustració, creien que les dones estaven destinades naturalment a ser principalment esposes i mares. Dins de les classes educades, hi havia la creença que les dones havien de ser prou educades per ser interlocutores intel·ligents i agradables amb els seus marits. Tanmateix, s'esperava que les dones de classe baixa fossin productives econòmicament per ajudar els seus marits.

### Seglexix

#### Els valors burgesos s'estenen a l’Alemanya rural
Un canvi social important entre 1750 i 1850, segons la regió, va ser el final del sistema tradicional del ganzes Haus (casa sencera), en què la família del propietari vivia jen un gran edifici junt amb els servents i artesans que treballaven per a ell. Es van reorganitzar en espais de vida separats. La dona del propietari ja no es va fer càrrec de totes les dones de les diferents famílies de tota la casa. En el nou sistema, els propietaris de finques es van professionalitzar i van orientar els beneficis. Administraven els camps i l'exterior de la casa als dictats de la tecnologia, ciència i economia. Les dones de la granja supervisaven l’atenció familiar i l’interior de la llar, a les quals s'aplicaven estrictes estàndards de neteja, ordre i estalvi. El resultat va ser la difusió dels antics valors burgesos urbans a l’Alemanya rural.
Ara les famílies vivien per separat amb els seus salaris. Havien de preveure la seva pròpia supervisió, salut, escolarització i vellesa. Al mateix temps, a causa de la transició demogràfica, hi havia hi havia molts menys nens, cosa que permetia una atenció molt més gran a cada nen. Cada vegada més, la família de classe mitjana valorava la seva privacitat i la seva organització interna, abandonant els vincles massa estrets amb el món laboral. A més, les classes treballadores, les classes mitjanes i les classes altes es van separar molt més físicament, psicològicament i políticament. Això va permetre l’aparició d'organitzacions obreres. També va permetre la disminució de la religiositat entre la classe treballadora, que ja no es controlava diàriament.

#### La transició demogràfica

Visió general de la transició demogràfica

A Alemanya va tenir lloc un període de transició demogràfica. Va ser una transició de taxes de natalitat i taxes de mortalitat elevades a taxes de natalitat i mortalitat baixes, ja que el país va passar d’una agricultura preindustrial a una modernitzada i va donar suport a un sistema econòmic industrialitzat de ràpid creixement. Als segles anteriors, l'escassetat de terres significava que no tothom es podia casar i els matrimonis es feien després dels 25 anys. Després del 1815, l’augment de la productivitat agrícola va significar un subministrament d’aliments més gran i una disminució de les fams, epidèmies i desnutrició. Això va permetre a les parelles casar-se abans i tenir més fills. Els matrimonis concertats es feien poc freqüents, ja que ara es permetia als joves triar les seves pròpies parelles matrimonials, sotmesos a un veto per part dels pares.
L'elevada taxa de natalitat es va compensar amb una taxa molt elevada de mortalitat infantil i emigració, especialment després del 1840, principalment cap als assentaments alemanys als Estats Units d'Amèrica, a més d'epidèmies i males collita periòdiques. Les classes altes i mitjanes van començar a practicar el control de la natalitat, i una mica més tard també ho van fer les classes baixes.

#### La masculinitat de la Pàtria i el feminisme a Alemanya
El procés d'unificació d'Alemanya després del 1871 va estar fortament dominat pels homes i va donar prioritat al tema de la «Pàtria» i als temes relacionats amb els homes, com ara la destresa militar. No obstant això, les dones de classe mitjana es van inscriure a la Bund Deutscher Frauenvereine (BDF, la Unió d'Organitzacions Feministes Alemanyes). Fundada el 1894, va créixer fins a incloure 137 grups separats de drets de les dones des del 1907 fins al 1933, quan el règim nazi va dissoldre l’organització.
La BDF va donar orientació nacional a les proliferants organitzacions de dones que havien sorgit des de la dècada del 1860. Des del principi, la BDF va ser una organització burgesa, les seves membres treballaven cap a la igualtat amb els homes en àrees com l'educació, les oportunitats financeres i la vida política. Les dones de la classe treballadora no eren benvingudes, les quals van ser organitzades pels socialistes.

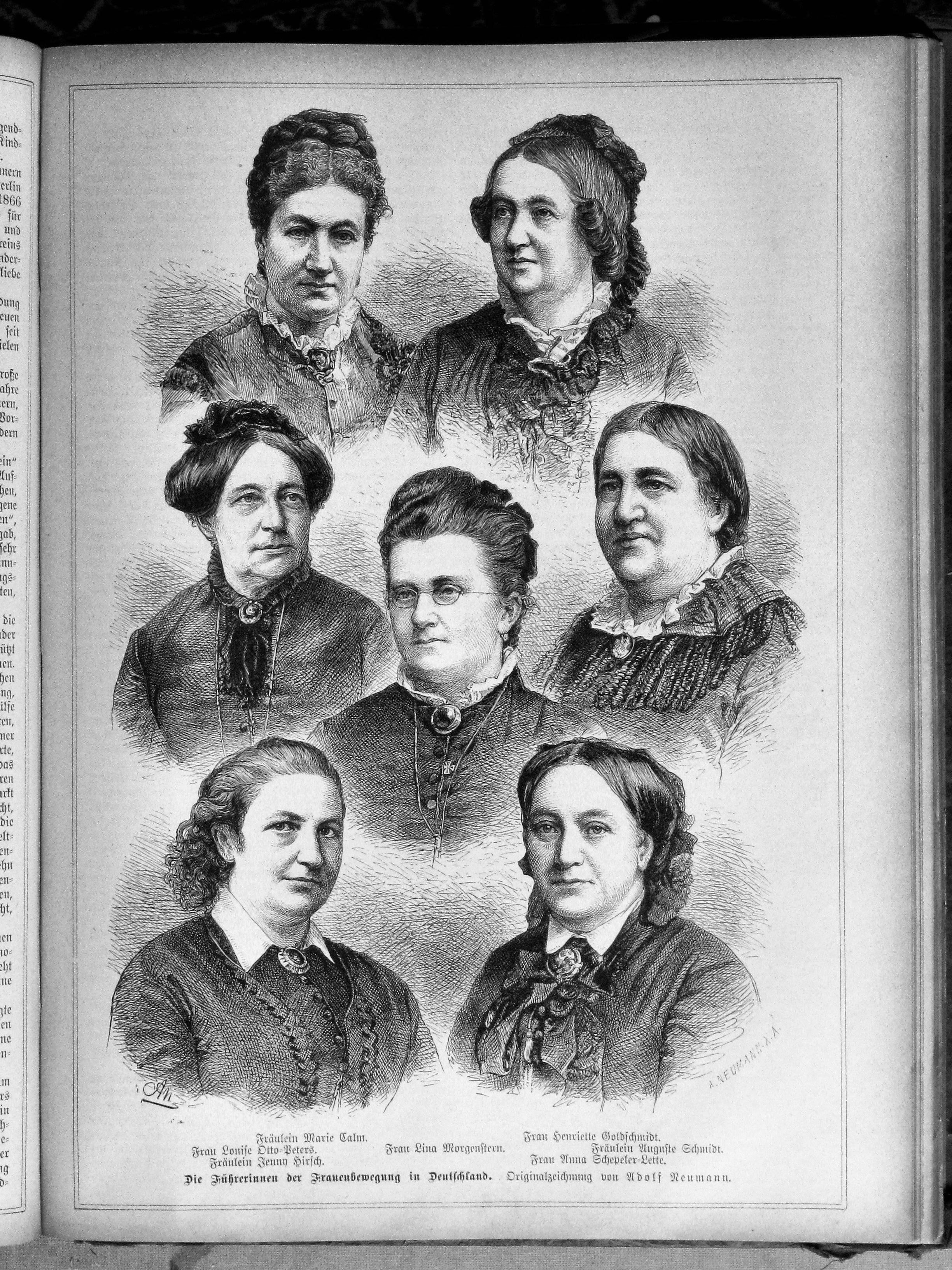
Una il·lustració de 1883 de diverses feministes destacades, com Marie Calm, Luise Otto-Peters, Jenny Hirsch, Lina Morgenstern, Henriette Goldschmidt, Auguste Schmidt i Anna Schepeler-Lette
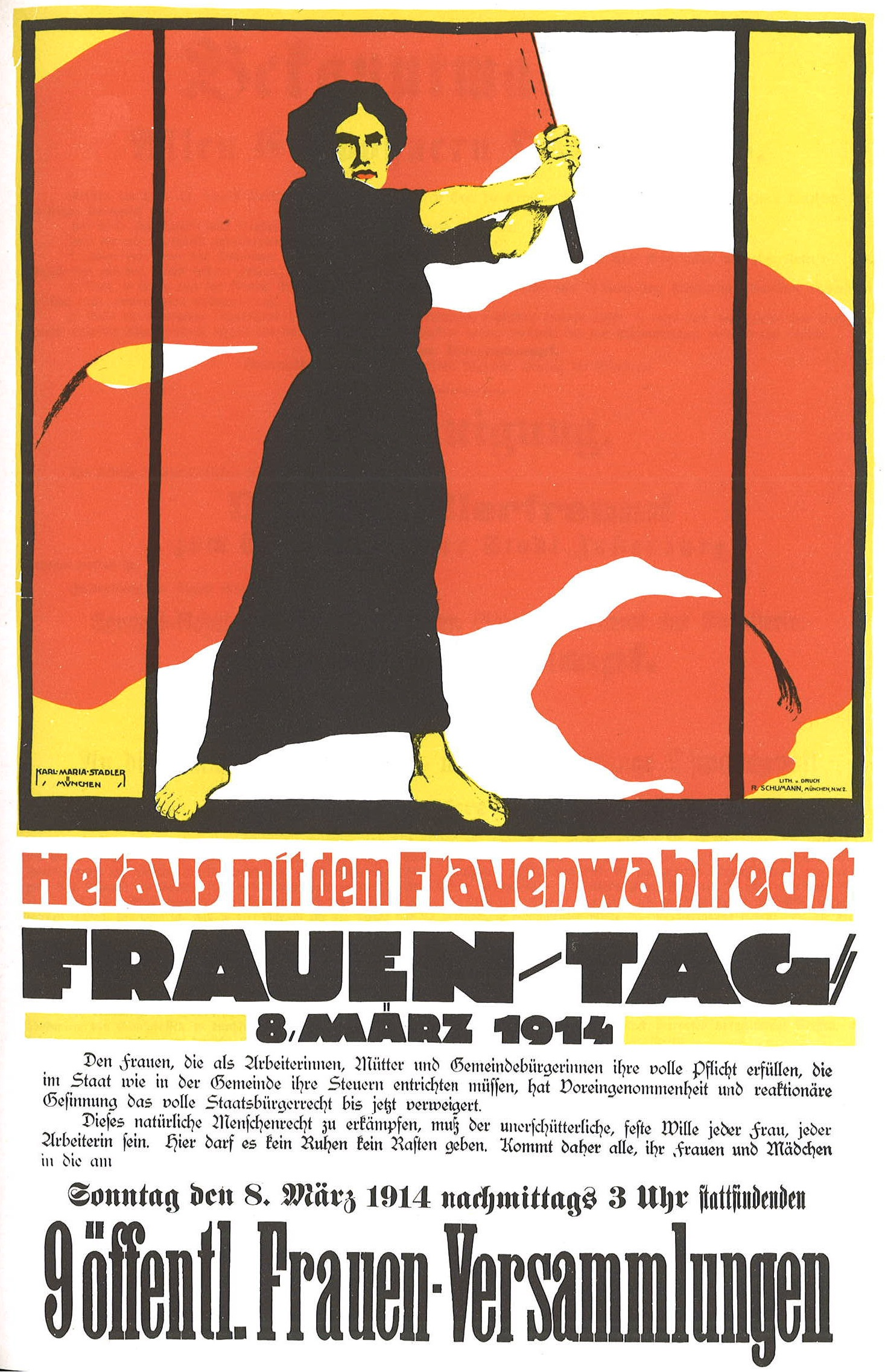
Cartell del Dia Internacional de la Dona del 8 de març de 1914, reclamant el dret de vot de les dones
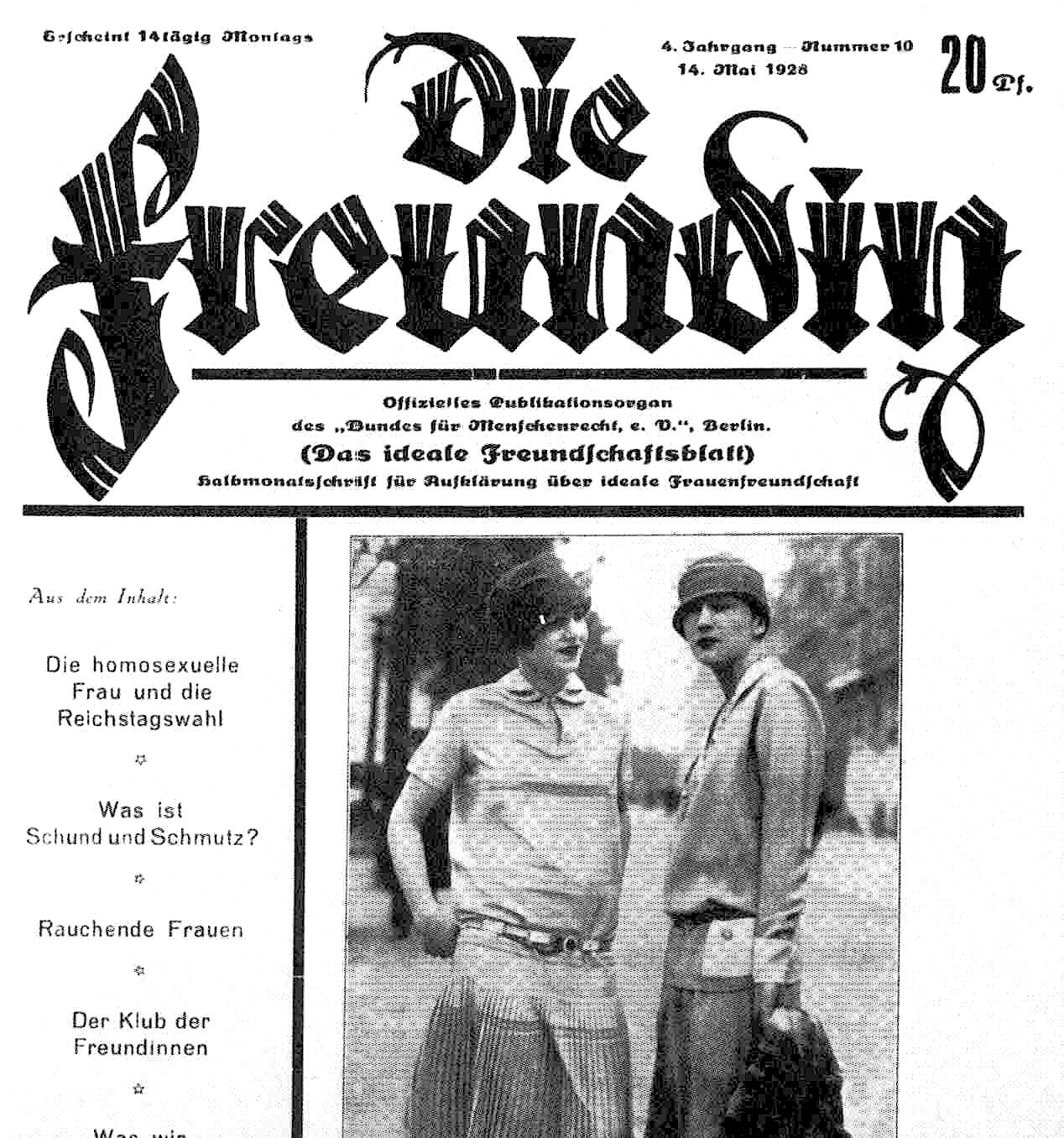
Edició de la revista alemanya per a lesbianes Die Freundin (L'amiga). La pròspera comunitat lesbiana de Berlín de la dècada del 1920 va publicar aquesta revista entre 1924 i 1933
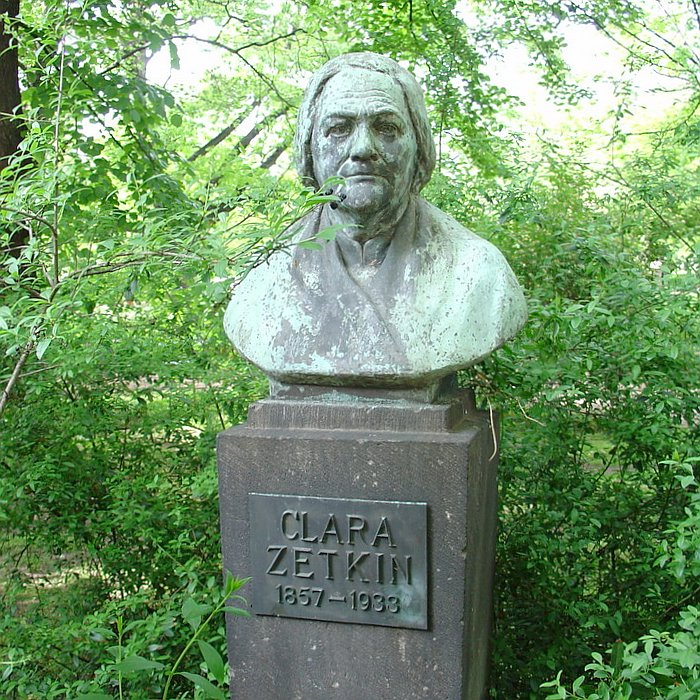
Un bust de Clara Zetkin a Dresden, Alemanya. Zetkin va ser membre del Reichstag i va cofundar el Dia Internacional de la Dona

Les organitzacions formals per promoure els drets de les dones van créixer en nombre durant el període del kàiser Guillem II de Prússia. Les feministes alemanyes van començar a treballar en xarxa amb feministes d'altres països i van participar en el creixement d'organitzacions internacionals.

#### L'escolarització
En el llibre Sex in Education, Or, A Fair Chance for Girls (El sexe a l'educació, o una bona oportunitat per a les noies, 1873), l'educador estatunidenc Edward H. Clarke va investigar els estàndards educatius a Alemanya. Va trobar que cap a la dècada del 1870, l'educació formal per a noies de classe mitjana i alta era la norma a les ciutats alemanyes, tot i que finalitzava a l'inici de la menarquia, que normalment passava quan una noia tenia 15 o 16 anys. Després d'això, la seva educació podria continuar a casa amb tutors o conferències puntuals. Clarke va concloure que «Evidentment, la noció que l'educació d'un nen i l'educació d'una nena haurien de ser la mateixa, i que el mateix significa l'educació del noi, encara no ha penetrat en la ment alemanya. Això encara no ha evolucionat la idea de l'educació idèntica dels sexes...»
L'educació per a les camperoles no era formal i aprenien les tasques agrícoles i de neteja dels seus pares. Això les preparaven per a una vida de treball dur a la granja. En una visita a Alemanya, Clarke va observar que:
| « | Les noies i dones camperoles alemanyes treballen al camp, treballen junt amb homes i les agrada. Cap de les que hagi vist, amb els seus braços robustos, no es pot dubtar de la força amb què esgrimen l’aixada i la destral. Una vegada vaig veure, als carrers de Coblentz, una dona i un ase que tiraven un carro, mentre un home, amb un fuet a la mà, els conduïa. La gent no semblaven mirar el grup com si fos un espectacle inusual. | » |

Les dones joves de classe mitjana i de classe alta van començar a pressionar les seves famílies i les universitats perquè els permetessin accedir a l'educació superior. Anita Augspurg, la primera dona graduada universitària a Alemanya, es va llicenciar en Dret per la Universitat de Zúric, Suïssa. Diverses altres dones alemanyes, que no van poder accedir a universitats alemanyes, també van anar a la Universitat de Zúric per continuar la seva formació. El 1909, les universitats alemanyes finalment van permetre que les dones ingressessin, però les graduades no van poder exercir la seva professió, ja que se les «prohibia l'exercici privat i els llocs d'administració pública com a advocades». Marie Stritt va crear la primera agència d’assistència jurídica femenina el 1894; el 1914 ja hi havia 97 agències d’assistència jurídica d’aquest tipus, algunes d’elles donaven feina a dones graduades en Dret..
Les dones de classe mitjana baixa sovint trobaven treball com a dietistes i ajudantes de dietistes. Els nous llocs de treball van ser facilitats pel ràpid desenvolupament de la ciència nutricional i la química dels aliments. A més, els metges van prestar molta més atenció a la dieta, destacant que la combinació de la selecció científica d'ingredients i la preparació d’alta qualitat era terapèutica per a pacients amb alteracions metabòliques. Els seus orígens socials a la classe mitjana baixa van fer que les dietistes mai rebessin la condició de professional.

### La República de Weimar (1919-1933)
En general, l'època de la República de Weimar (1919 a 1933) va ser un moment favorable per a les dones alemanyes, tot i que hi va haver greus dificultats econòmiques durant els primers anys d'hiperinflació i els anys de depressió al final. Quan els governs republicans de sobte i inesperadament van donar a totes les dones el dret a votar el 1919, grups de dones conservadores que s'havien oposat al sufragi ara van revertir posicions i es van llançar als seus nous deures cívics, posant èmfasi en els programes educatius sobre com votar. El grup de dones més nombrós, l'Evangelische Frauenhilfe (Ajuda evangèlica per a les dones), va mobilitzar a correcuita i amb èxit els seus membres. La participació de les dones va ser del 82% el gener de 1919.
Les oportunitats educatives que van començar a obrir-se a les dècades del 1880 i 1890 es van concretar en aquell moment i les dones van començar a graduar-se en universitats i escoles tècniques en nombre important. Van començar carreres professionals, però normalment van quedar truncades per les polítiques reaccionàries del règim nazi després de 1933.

### El nazisme (1933-1945)
Els historiadors han començat a centrar la seva atenció en el paper de la dona durant el Tercer Reich. Les dones de l’Alemanya nazi estaven sotmeses a doctrines del partit nazi que promovien l'exclusió de les dones del món polític. Tot i que el partit nazi va decretar que «les dones no podien ser admeses ni a l'executiu del partit ni al comitè administratiu», això no va impedir que nombroses dones passessin a formar part del partit. La doctrina nazi va elevar el paper dels homes alemanys, posant èmfasi en les seves habilitats de combat i la fraternitat entre els compatriotes homes.

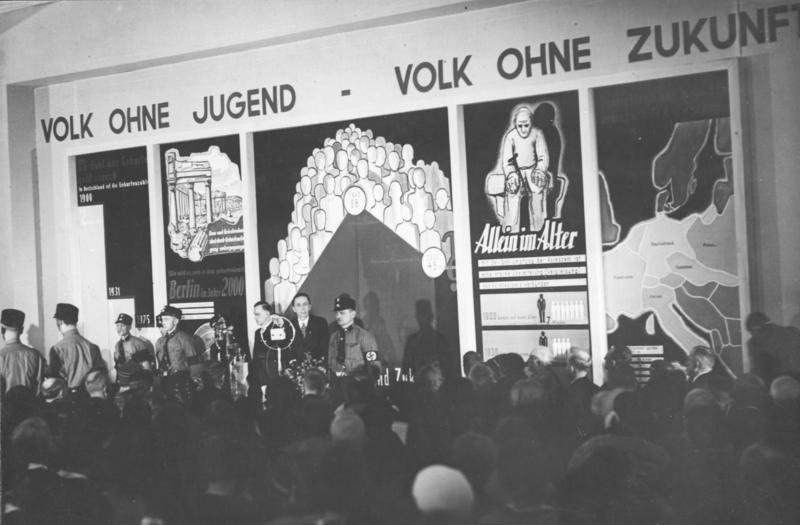
Inauguració de l'exposició Die Frau, Frauenleben und -wirken in Familie, Haus und Beruf (La dona, la vida i el treball de les dones a la família, a casa i a la feina) al Kaiserdamm, el 18 de març de 1933, amb el ministre de propaganda Joseph Goebbels
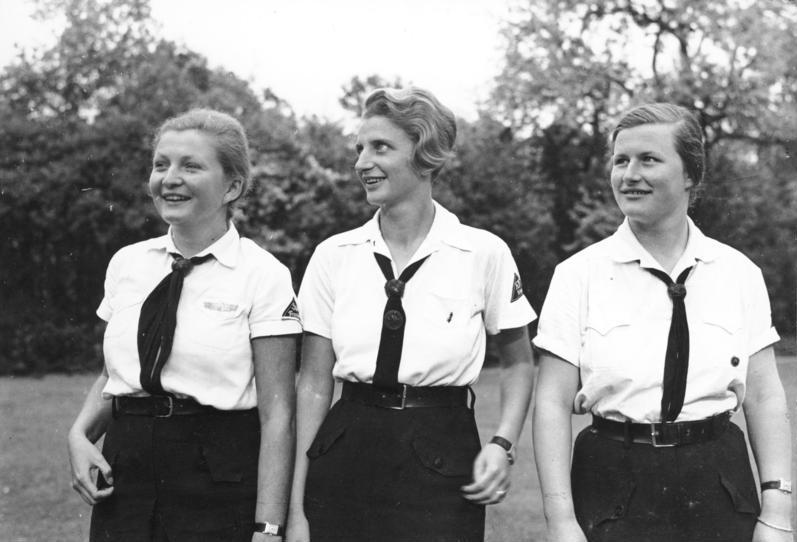
Dones joves de la Bund Deutscher Mädel, 1933
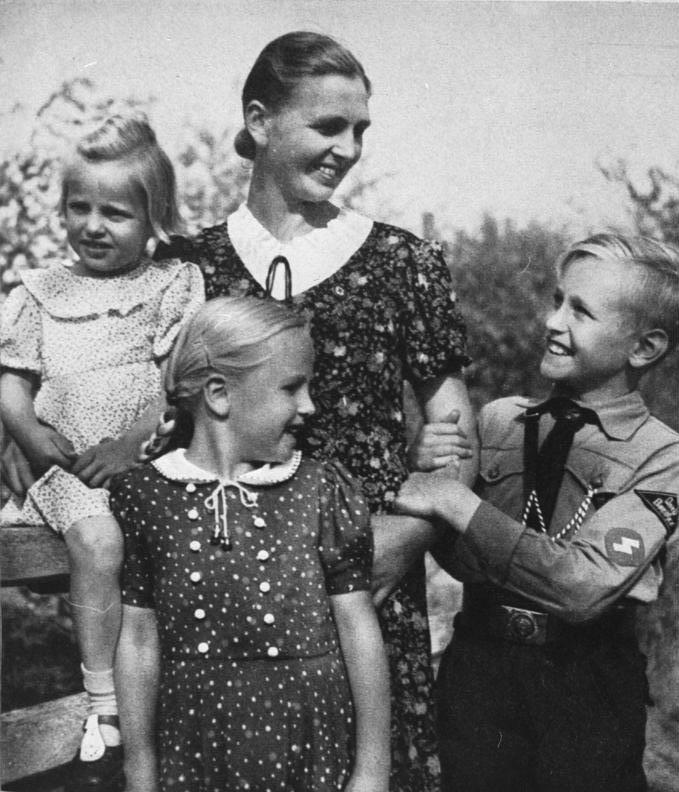
Foto de propaganda nazi: Una mare, les seves filles i el seu fill amb l'uniforme de les Joventuts Hitlerianes posen per a la revista SS-Leitheft, febrer de 1943

Les dones vivien dins d’un règim caracteritzat per la política de limitar-les als rols de mare i cònjuge i excloure-les de tots els càrrecs de responsabilitat, sobretot en l’àmbit polític i acadèmic. La política del nazisme va contrastar clarament amb l'evolució de l'emancipació sota la República de Weimar, i es distingeix igualment de l’actitud patriarcal i conservadora de l'Imperi alemany (1871-1919). La regimentació de dones al cor de les organitzacions satèl·lits del partit nazi, com la Bund Deutscher Mädel o el NS-Frauenschaft, tenia l'objectiu final de fomentar la cohesió de la Volksgemeinschaft (comunitat popular).
El primer i més important de la doctrina nazi implicada sobre les dones era la noció de maternitat i procreació per a aquelles en edat fèrtil. La dona model nazi no tenia carrera, sinó que era la responsable de l'educació dels seus fills i de la neteja de la llar. Les dones només tenien un dret limitat a la formació que girava al voltant de les tasques domèstiques i, amb el pas del temps, es van restringir a la docència a les universitats, a les professions mèdiques i a ocupar càrrecs polítics dins del NSDAP. Moltes restriccions es van aixecar una vegada que la necessitat de la guerra va dictar canvis a la política més tard en l'existència del règim.

#### Polítiques reaccionàries
Els historiadors han prestat especial atenció als esforços de l'Alemanya nazi per revertir els guanys assolits per les dones abans de 1933, especialment a la relativament liberal República de Weimar. Sembla que el paper de les dones a l'Alemanya nazi va canviar segons les circumstàncies. Teòricament els nazis creien que les dones havien de ser sotmeses als homes, evitar les carreres professionals, dedicar-se a la procreació i a la criança de fills i ser una companya i col·laboradora del pare dominant tradicional d'una família tradicional.
Tanmateix, abans de 1933, les dones tenien un paper important a l'organització nazi i se les permetia una certa autonomia per mobilitzar altres dones. Després que Hitler arribés al poder el 1933, les dones activistes van ser substituïdes per dones burocràtiques que posaven èmfasi en les virtuts femenines, el matrimoni i el part. Quan Alemanya es preparava per a la guerra, una gran quantitat de dones es van incorporar al sector públic, i amb la necessitat d'una mobilització total de fàbriques el 1943, totes les dones van haver de registrar-se a l'oficina d'ocupació. Els salaris de les dones es mantenien desiguals i es negava a les dones les posicions de lideratge o control. Un gran nombre de dones alemanyes exercien funcions subordinades, com ara secretàries i auxiliars en cossos militars (com guàrdies del sistema de camps de concentració, camps d’extermini i l'Holocaust).

#### Dones pilot
A excepció de la Reichsführerin Gertrud Scholtz-Klink, cap dona tenia permís per exercir funcions oficials; no obstant això, algunes excepcions van destacar en el règim, ja sigui per la seva proximitat a Adolf Hitler (com Magda Goebbels), o per excel·lència en camps particulars (com la cineasta Leni Riefenstahl o l'aviadora Hanna Reitsch).
Unes poques dones estaven exemptes de les restriccions a efectes de la propaganda. El règim nazi va emfatitzar els avenços tecnològics, especialment en aviació, i va convertir les dones aviadores en el centre de la seva publicitat. Aquests «ambaixadores voladores» van ser enviades a l'estranger com a pilots ciutadanes que promovien l'agenda econòmica i política de Berlín. La proliferació de dones pilots esportives alemanyes a la dècada del 1920 i principis del 1930 va camuflar la formació silenciosa a gran escala d'homes pilots esportius com a futurs oficials de la Luftwaffe. L'entorn de l'aviació aclaparadorament masculí era hostil a la presència de dones, però va recórrer a contracor als esforços de la propaganda. Berlín va aprofitar l'enorme atenció que van rebre aquestes dones, citant-les com a proves de la grandesa de l'aviació alemanya. Però el 1935 Alemanya ja havia construït la seva Luftwaffe i només estava interessada a mostrar poder mitjançant la seva aviació, i va començar a utilitzar menys les dones. No obstant això, el 1944, amb la declaració de «guerra total», es van reclutar dones per volar en les unitats de transport de la Luftwaffe i per treballar com a instructores de planadors. Hanna Reitsch (1912–1979) va ser la famosa aviadora alemanya. Durant el Tercer Reich, va exercir com a representant lleial a nivell internacional. No era especialment política. Després de la guerra, va ser patrocinada per l'oficina estrangera d'Alemanya Occidental com a assessora tècnica a Ghana i en altres llocs durant la dècada del 1960.
Moltes dones van ocupar funcions de personal al cor del sistema nazi, inclosos llocs menors als camps de concentració nazis. Algunes van participar secretament en la resistència alemanya al nazisme (Widerstand gegen den Nationalsozialismus), i ho van pagar amb la vida, com Libertas Schulze-Boysen i Sophie Scholl.

#### El servei militar durant la Segona Guerra Mundial
El 1944-1945, més de 500.000 dones eren auxiliars voluntàries uniformades a les forces armades alemanyes (Wehrmacht). Aproximadament el mateix nombre va servir en defensa civil aèria, 400.000 es van presentar voluntàries com a infermeres i moltes més van substituir els homes reclutats a l'economia de guerra. A la Luftwaffe van exercir funcions de combat ajudant a operar els sistemes antiaeris que disparaven contra els bombarders aliats.

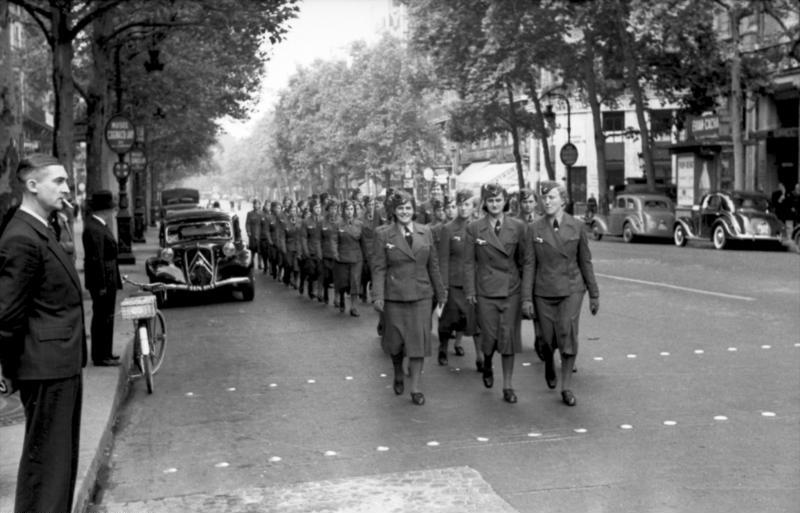
Dones auxiliar de la Wehrmacht (Wehrmachtshelferinnen) en París durant l'ocupació, 1940
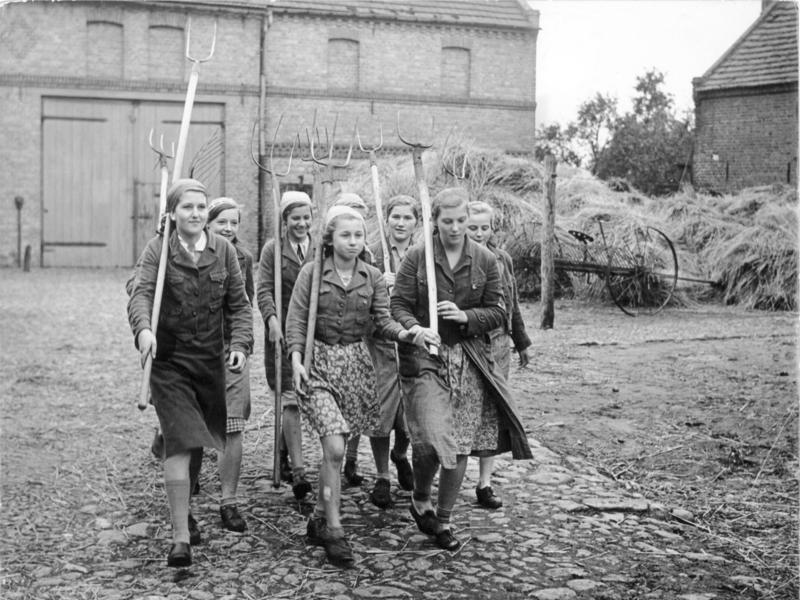
El títol de la revista de propaganda Das Deutsche Mädel (número de maig de 1942) afirma: «aportant tot l'entusiasme i la força vital de la seva joventut, les nostres filles del Servei de Treball fan la seva contribució als territoris alemanys recuperats a l'Est»
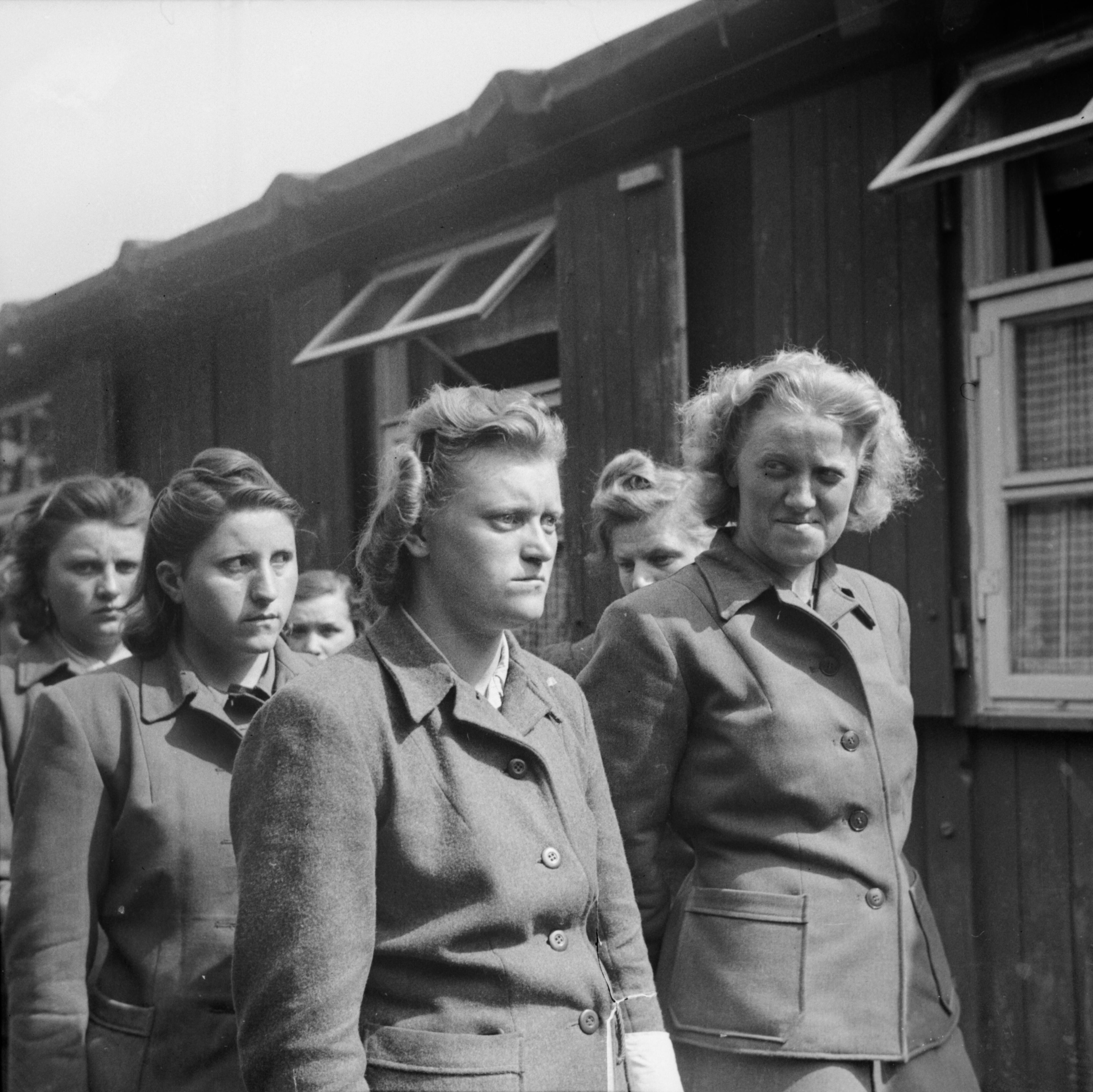
Guàrdies de les SS del camp de concentració de Bergen-Belsen de dones, 19 d'abril de 1945

### Del 1970 fins a l'actualitat1970
Fins al 1977, les dones casades d'Alemanya Occidental no podien treballar sense el permís dels seus marits.
Des del 1919 fins a la dècada del 1980, les dones van constituir aproximadament el 10% del Bundestag. El partit Verd tenia una quota de gènere del 50%, de manera que va augmentar les xifres. Des de finals de la dècada del 1990, les dones han assolit una massa crítica en la política alemanya.
L’augment de la presència de les dones al govern des del 2000 es deu al canvi generacional. Han completat una llarga marxa des de les institucions bàsiques fins a les més avançades. Mentre l'esquerra prenia el lideratge, el conservador CDU/CSU treballava dur per recuperar la representació de les dones. En guanyar més del 30% dels escons del Bundestag el 1998, les dones van assolir una massa crítica en els rols de lideratge de la coalició dels partits socialdemòcrata i verd. A nivell estatal, la proporció de dones oscil·lava entre el 20 i el 40%. Les dones amb alt càrrec han impulsat reformes importants en matèria de gènere, justícia, investigació, tecnologia, família, carrera, salut, benestar, protecció dels consumidors, desenvolupament sostenible, ajuda externa, migració i els drets humans.
La cancellera Angela Merkel, qui ha estat cancellera d’Alemanya des del 2005, és àmpliament popular entre la gent i també és admirada pels comentaristes que observen el seu èxit en la creació de coalicions, en centrar-se en els temes del dia i canviar la seva posició si cal.

## Dret matrimonial i de família

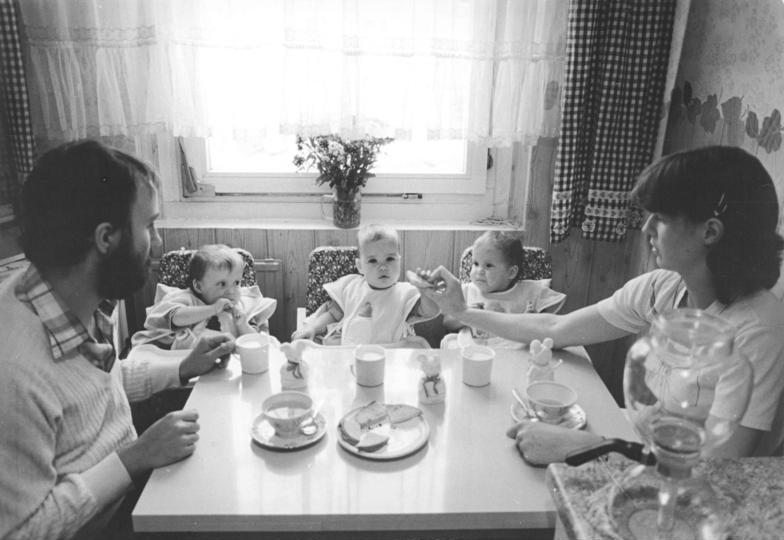
Una dona i el seu marit, tots dos estudiants de medicina, i els seus fills a l'Alemanya de l'Est (RDA) el 1984; la RDA va fomentar el naixement de dones amb estudis

El dret de família a Alemanya Occidental havia assignat a les dones, fins fa poc, un paper subordinat en relació amb els seus marits. Va ser només el 1977 que els canvis legislatius preveien la igualtat de gènere en el matrimoni; fins a aquesta data les dones casades a Alemanya Occidental no podien treballar sense el permís dels seus marits. No obstant això, a Alemanya de l'Est les dones tenien més drets.
El 1977, la Llei de divorci a Alemanya Occidental va experimentar canvis importants, passant d’un sistema de divorci basat en un motiu a un sistema que no és necessàri explicacions. Aquestes noves regulacions sobre el divorci, que continuen vigents avui a tota Alemanya, estableixen que es pot obtenir un divorci sense motius després d’un any de separació de facto si ambdós cònjuges ho consenteixen, i de tres anys de separació de facto si només un cònjuge ho consenteix. També es preveu un «divorci ràpid» que qualsevol dels cònjuges pot obtenir a petició, sense el període de separació necessari, si es demostra judicialment que la continuació del matrimoni constituiria una dificultat no raonable per al peticionari per motius relacionats amb el comportament de l’altre cònjuge; aquesta exempció requereix circumstàncies excepcionals i es considera cas per cas.
En els darrers anys, a Alemanya, com en altres països occidentals, hi ha hagut un ràpid augment de la convivència i dels naixements fora del matrimoni. El 2014, el 35% dels naixements a Alemanya eren de dones solteres. Tanmateix, hi ha diferències marcades entre les regions de l'antiga Alemanya de l'Oest i de l'Alemanya de l'Est; hi ha significativament més nens que neixen fora del matrimoni a l'est d'Alemanya que a l'oest d'Alemanya. El 2012, a l'est d'Alemanya, el 61,6% dels naixements eren de dones solteres, però a l’oest d’Alemanya només el 28,4%.
Les opinions sobre l'autodeterminació sexual, pel que fa al matrimoni, també han canviat; per exemple, fins al 1969 l'adulteri va ser un delicte penal a Alemanya Occidental. No obstant això, només el 1997, Alemanya va retirar l'exempció matrimonial de la seva Llei de violació, sent un dels últims països occidentals a fer-ho, després d’una llarga batalla política iniciada a la dècada del 1970. Concretament, abans de 1997, la definició de violació a Alemanya era la següent: «Qualsevol persona que obligui una dona a tenir relacions extraconjugals amb ell o amb una tercera persona, per la força o l'amenaça de perill actual per a la vida o les extremitats, serà castigat per no menys de dos anys de presó». El 1997 es van produir canvis a la Llei de violació, ampliant la definició, fent-la neutral de gènere i eliminant l'exempció matrimonial. Abans, la violació matrimonial només es podia processar per «causar danys corporals» (article 223 del Codi penal alemany), «insult» (article 185 del Codi penal alemany) i «utilitzar amenaces o força per fer que una persona faci, pateixi o ometi un acte» (Nötigung, secció 240 del Codi penal alemany) que comportava sentències inferiors i poques vegades eren processades.

## Vida professional

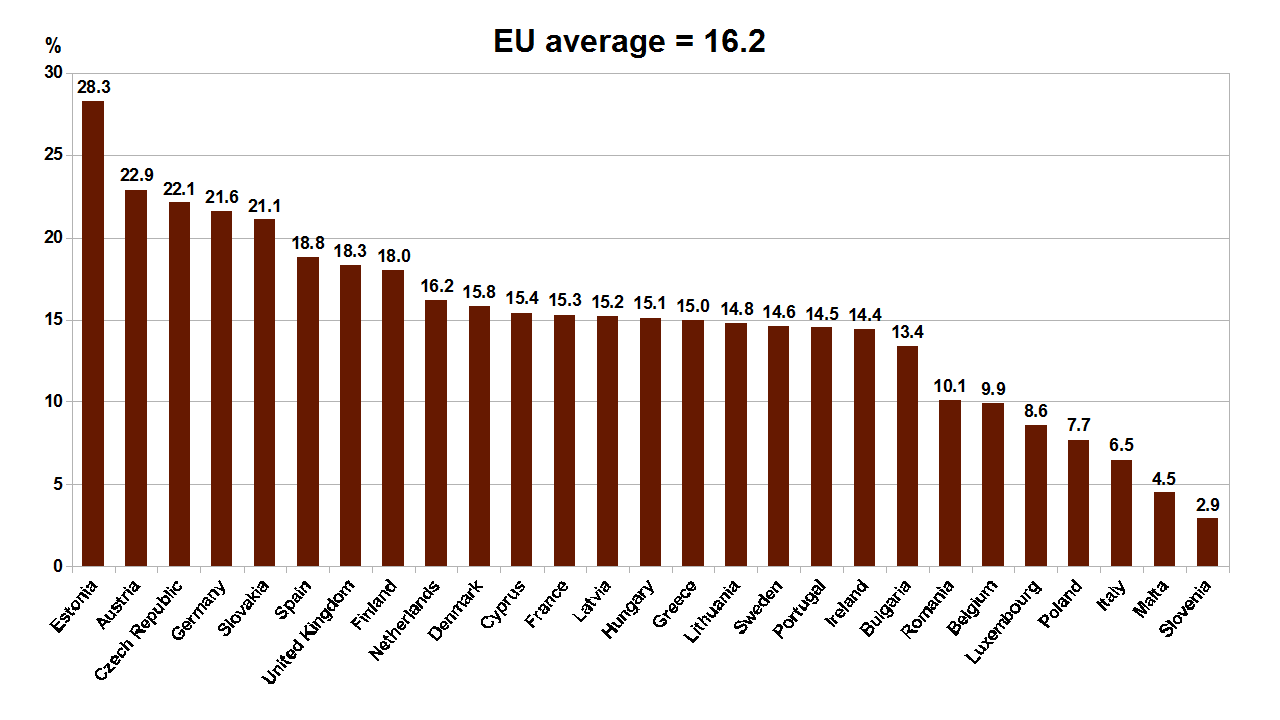
Diferència salarial de gènere en els guanys horaris bruts mitjans als estats membres de la UE, segons Eurostat 2014, Alemanya té una de les pitjors diferències salarials de gènere de la UE

Tot i que es va animar a les dones d'Alemanya de l'Est a participar en el mercat laboral, no va ser així a l'Alemanya de l'Oest, on es va entendre que el paper principal d'una dona era a casa, tenint cura de la seva família. En els darrers anys, hi ha més dones que treballen per un sou. Tot i que la majoria de dones treballen, moltes treballen a temps parcial; a la Unió Europea, només els Països Baixos i Àustria tenen més dones que treballen a temps parcial. Un problema que han d’afrontar les dones és que les mares que tenen fills petits i que volen seguir una carrera poden patir crítiques socials. El 2014, la coalició de govern va acordar imposar una quota de gènere del 30% per a càrrecs del consell de supervisió a partir del 2016.
En comparació amb altres països occidentals (i fins i tot no occidentals), Alemanya té una proporció baixa de dones en funcions de lideratge empresarial, fins i tot inferior a Turquia, Malàisia, Nigèria, Indonèsia, Botswana, i l'Índia. Un dels motius de la baixa presència de dones en llocs clau és la norma social que considera inadequat el treball a temps complet per a les dones. Especialment el sud d’Alemanya és conservador pel que fa als rols de gènere. El 2011, José Manuel Barroso, aleshores president de la Comissió Europea, va afirmar que «Alemanya, però també Àustria i els Països Baixos, haurien de mirar l'exemple dels països del nord […] que eliminen els obstacles per a les dones, els treballadors més grans, els estrangers, i els que busquen feina amb poca qualificació per incorporar-se al mercat laboral».

## Salut reproductiva i fertilitat
La taxa de mortalitat materna a Alemanya és de 7 defuncions / 100.000 naixements vius (2010). La taxa de VIH / SIDA és del 0,1% dels adults de 15 a 49 anys (2009). La taxa de fecunditat total a Alemanya és d’1,44 naixements per dona (2016), una de les més baixes del món. El nombre de famílies sense fills és força elevada: de les dones nascudes el 1968 a Alemanya Occidental, el 25% no tenien fills.
L'avortament a Alemanya és legal durant el primer trimestre amb la condició d’assessorament obligatori i, més tard, durant l'embaràs, en casos de necessitat mèdica. En ambdós casos hi ha un període d’espera de 3 dies.
L'educació sexual a les escoles és obligatòria per la llei. El 2011, el Tribunal Constitucional alemany i el Tribunal Europeu de Drets Humans van rebutjar les queixes de diversos pares baptistes contra l'educació sexual escolar obligatòria d'Alemanya.

## Alemanyes destacades

### Acadèmiques
- Amalia Holst
- Angela D. Friederici
- Anneliese Bulling
- Annemarie Schimmel
- Annemarie von Gabain
- Antje Boetius
- Barbara Harff
- Beatrice Bodart-Bailey
- Beatrice Heuser
- Bernadette Brooten
- Birgit Krawietz
- Brigitte Mral
- Charlotte Klonk
- Claudia Kemfert
- Claudia Maria Buch
- Dorothee Bohle
- Elisabeth Kalko
- Elisabeth Noelle-Neumann
- Elisabeth Scholl
- Evelin Lindner
- Gabriele Hooffacker
- Gabriele Schreckenbach
- Gesine Schwan
- Hedwig Klein
- Hilde Levi
- Hilde Neumann
- Iris Lauterbach
- Janice Kulyk Keefer
- Johanna Narten
- Leonore Krenzlin
- Margit Frenk
- Margit Osterloh
- Margot Guilleaume
- Margrit Brückner
- Marie-Luise Neunecker
- Miriam Butt
- Miriam Shapira-Luria
- Monika Fludernik
- Ninon Colneric
- Patrizia Nanz
- Petra Deimer
- Renate Jaeger
- Ruth Moufang
- Sabine Hark
- Sigrid Weigel
- Sonja Hegasy
- Stefanie Dimmeler
- Stefanie von Schnurbein

### Activistes
- Adele Schreiber-Krieger
- Adelheid Steinmann
- Adeline Rittershaus
- Alice Bensheimer
- Anna Margarete Stegmann
- Bertha Kipfmüller
- Bertha Pappenheim
- Charlotte Paulsen
- Ella Ehlers
- Emilie von Berlepsch
- Emma Horion
- Hanna Bieber-Böhm
- Heide Göttner-Abendroth
- Helene Lange
- Helene von Forster
- Helga Diercks-Norden
- Helga Hörz
- Henriette Fürth
- Henriette Goldschmidt
- Hermine Berthold
- Herta Leistner
- Jeanette Schwerin
- Johanna Elberskirchen
- Käthe Schirmacher
- Käthe Windscheid
- Lenore Volz
- Lida Gustava Heymann
- Louise Dittmar
- Lucie Crain
- Luise Büchner
- Luise Dornemann
- Luise Koch
- Margarete Poehlmann
- Maria Raschke
- Marie Amelie von Godin
- Marie Bernays
- Marie Wackwitz
- Romolo Griffini
- Rosa Buchthal
- Sarah Haffner

### Actrius
- Adele Sandrock
- Adele Spitzeder
- Alice Dwyer
- Anke Engelke
- Anna Feodorowna Krüger
- Anna Führing
- Cornelia Froboess
- Cornelia Gröschel
- Dana Vávrová
- Dora Gerson
- Elisabeth Ebeling
- Gruschenka Stevens
- Gundi Ellert
- Hannelore Elsner
- Hannelore Schroth
- Hedwig Pauly-Winterstein
- Hedwig Pringsheim
- Hedwig Raabe
- Helena Zengel
- Helene Odilon
- Helga Liné
- Helga Molander
- Inge Meysel
- Ingrid Caven
- Irene Clarin
- Julie Engelbrecht
- Karin Boyd
- Karin Dor
- Karoline Eichhorn
- Karoline Herfurth
- Karoline Jagemann
- Käthe Hannemann
- Katja Flint
- Kessler Twins
- Lara Wendel
- Lilli Schweiger
- Loni Nest
- Lore Frisch
- Lucie Höflich
- Luise Neumann
- Luise Rainer
- Luna Schweiger
- Mareike Carrière
- Margarete Genske
- Margit Carstensen
- Maria Furtwängler
- Marianne Müller
- Marie Seebach
- Sandra Borgmann
- Saskia Fischer
- Sophie Charlotte Ackermann
- Sophie Müller
- Sophie Schröder
- Suzanne von Borsody
- Uschi Glas
- Valeska Gert
- Veronika Fitz
- Vijessna Ferkic
- Yella Rottländer
- Zanetta Farussi

### Artistes
- Antonia Hirsch
- Astrid Kirchherr
- Barbara Schober
- Barbara von Johnson
- Bettina Hohls
- Birgit Stauch
- Carola Helbing-Erben
- Catya Maré
- Christiane Löhr
- Cosima von Bonin
- Dorothee Raetsch
- Ebba Tesdorpf
- Elisabet Ney
- Elise Neumann Hedinger
- Gertrud Staats
- Gisela Engeln-Müllges
- Gisela Weimann
- Gloria Friedmann
- Gunta Stölzl
- Hanne Darboven
- Harriet von Rathlef
- Hedwig Weiß
- Heike Hennig
- Hito Steyerl
- Iris Häussler
- Julia Lohmann
- Julie von Egloffstein
- Käte Schaller-Härlin
- Katja Mragowska
- Kerstin Kartscher
- Luise Duttenhofer
- Madeleine Boschan
- Magdalena Fürstin
- Maina-Miriam Munsky
- Maria Eichhorn
- Marianne Pitzen
- Marianne Wex
- Marie Ellenrieder
- Marie von Brühl
- Marta Worringer
- Martel Schwichtenberg
- Miriam Pandor
- Monika Kropshofer
- Myra Brodsky
- Petra Mattheis
- Pola Brändle
- Raha Rastifard
- Regina Frank

### Assassines
- Anna Maria Zwanziger
- Anna Marie Hahn
- Beate Schmidt
- Beate Zschäpe
- Birgit Hogefeld
- Brigitte Mohnhaupt
- Christa Lehmann
- Christine Schürrer
- Elisabeth Wiese
- Friederike Luise Delitz
- Gesche Gottfried
- Grete Beier
- Irene Becker
- Irma Grese
- Irmgard Möller
- Magda Goebbels
- Maria Velten
- Marianne Nölle
- Sabine Radmacher
- Sieglinde Hofmann
- Sophie Ursinus

### Aviadores
- Amelie Beese
- Andrea Fenzau-Lehmann
- Angelika Machinek
- Charlotte Möhring
- Elly Beinhorn
- Hanna Kunath
- Hanna Reitsch
- Iris Wittig
- Liesel Bach
- Luise Hoffmann
- Marga von Etzdorf
- Margret Fusbahn
- Nicola Baumann
- Rita Maiburg
- Thea Rasche
- Ulrike Flender
- Vera von Bissing
- Wilhelmine Reichard

### Ballarines
- Bessie Schonberg
- Carmen Vincelj
- Clotilde von Derp
- Dore Hoyer
- Elisabeth Wiedemann
- Ellen Schwanneke
- Else Klink
- Emma de Sigaldi
- Erika Thimey
- Erna Schilling
- Ery Bos
- Georgia van der Rohe
- Gertrud Leistikow
- Gret Palucca
- Greta Wrage von Pustau
- Grit Hegesa
- Heike Hennig
- Hertha Feist
- Ida Herion
- Irene Mann
- Jo Mihaly
- Katja Wulff
- Kessler Twins
- Leni Riefenstahl
- Lilo Ramdohr
- Marianne Winkelstern
- Marika Rökk
- Marlene Charell
- Mary Wigman
- Niddy Impekoven
- Rahel Sanzara
- Reinhild Hoffmann
- Ria Thiele
- Sasha Waltz
- Sofia Toufa
- Sonja Bragowa
- Sybil Werden
- Tiger Kirchharz
- Tina Flade
- Ulrike Grossarth
- Ursula Cain
- Ursula Deinert
- Valeska Gert
- Vera Skoronel

### Empresàries
- Angela Gossow
- Annette Schwarz
- Anni Schaad
- Antje von Dewitz
- Barbara Uthmann
- Brigitte Mohn
- Carola Gräfin von Schmettow
- Caroline Scheufele
- Cheyenne Westphal
- Frauke Petry
- Helene Bechstein
- Hiltrud Werner
- Jenny Gusyk
- Jil Sander
- Johanna Quandt
- Käthe Kruse
- Kerstin Günther
- Lencke Wischhusen
- Madeleine Schickedanz
- Maria-Elisabeth Schaeffler
- Melanie Kreis
- Milena Glimbovski
- Samira Samii
- Simone Bagel-Trah
- Susanne Klatten
- Sybill Storz
- Sylvia Ströher
- Ursula Bechtolsheimer-Kipp

### Escriptores
- Alexandra von Dyhrn
- Alina Bronsky
- Amelie Fried
- Angela Gossow
- Anna Pappritz
- Anna von Fischer
- Annemarie Bostroem
- Astrid Ensslin
- Astrid Mannes
- Bertina Henrichs
- Bettina Gaus
- Bianca Froese-Acquaye
- Brigitte Kronauer
- Cäcilia Rentmeister
- Caroline Auguste Fischer
- Charlotte von Mahlsdorf
- Christina Ebner
- Christine Fischer-Defoy
- Claire Goll
- Clara Nordström
- Cornelia Lüdecke
- Désirée Nick
- Dora Mayer
- Ellen Gottschalk Roy
- Else Hueck-Dehio
- Emilie von Berlepsch
- Eva Herman
- Franziska Fischer
- Gabriele Eckart
- Gabriele Hooffacker
- Gabriele Krone-Schmalz
- Gabriele Kuby
- Gertrud von Le Fort
- Gisela Bonn
- Gisela Karau
- Hedwig Dohm
- Hedwig Forstreuter
- Hedwig Lachmann
- Heike Brandt
- Helene Christaller
- Helga Königsdorf
- Helga M. Novak
- Henriette Feuerbach
- Henriette Kaiser
- Ika Hügel-Marshall
- Inka Parei
- Iris Hanika
- Jenny Erpenbeck
- Judith Hermann
- Julia Franck
- Juliane House
- Jutta Ditfurth
- Katrin Himmler
- Katy Börner
- Katy Karrenbauer
- Kristin Feireiss
- Lili Parthey
- Lydia Benecke
- Manuela Kasper-Claridge
- Maria Heyde
- Maria Janitschek
- Marianne Beuchert
- Marie von Brühl
- Mechtilde Lichnowsky
- Miriam Dehne
- Monika Bohge
- Monika Hunnius
- Nahida Ruth Lazarus
- Nanny Lambrecht
- Nina Güthner
- Peggy Parnass
- Petra Lux
- Renan Demirkan
- Ruth Prawer Jhabvala
- Sarah Haffner
- Selli Engler
- Silke Blumbach
- Sophie Küppers
- Stephanie zu Guttenberg
- Susanna Eger

### Matemàtiques
- Angela Kunoth
- Angelika Bunse-Gerstner
- Angelika Steger
- Anna Wienhard
- Barbara Wohlmuth
- Catharina Stroppel
- Christiane Tammer
- Christiane Tretter
- Christina Pagel
- Christine Böckmann
- Emmy Noether
- Erika Pannwitz
- Eva Viehmann
- Eva-Maria Feichtner
- Evelyn Buckwar
- Gabriele Kaiser
- Gitta Kutyniok
- Grete Hermann
- Gudrun Kalmbach
- Hannah Markwig
- Heide Gluesing-Luerssen
- Helga Baum
- Iris Runge
- Irmgard Flügge-Lotz
- Karin Reich
- Käte Fenchel
- Kathrin Bringmann
- Kathrin Klamroth
- Katrin Wendland
- Lisa Sauermann
- Margarete Kahn
- Margit Rösler
- Maria Hasse
- Maria-Pia Geppert
- Marie Gernet
- Nelli Neumann
- Nicole Megow
- Rebecca Waldecker
- Roswitha März
- Ruth Moufang
- Sakura Schafer-Nameki
- Silvia Heubach
- Sonja Brentjes
- Tanja Eisner
- Tanja Lange
- Tanja Stadler
- Ursula Hamenstädt
- Ute Finckh-Krämer

### Models
- Alena Gerber
- Alicia Endemann
- Anna Ewers
- Annett Fleischer
- Barbara Meier
- Birte Glang
- Brigitte Streubel
- Christiane Schmidtmer
- Claudia Schiffer
- Cora Schumacher
- Daniela Katzenberger
- Dayan Kodua
- Diane Kruger
- Empress Schuck
- Evelyn Sharma
- Filiz Koç
- Fiona Erdmann
- Franziska Knuppe
- Gina-Lisa Lohfink
- Giulia Siegel
- Inge Marschall
- Ivetà Mukutxian
- Jessica Schwarz
- Julia Montes
- Julia Stegner
- Karina Kraushaar
- Karina Krawczyk
- Katharina Kuhlmann
- Lena Gercke
- Leonie Hanne
- Milla von Krockow
- Nastassja Kinski
- Nicolette Krebitz
- Rebecca Mir
- Sandra Seifert
- Selma Ergeç
- Simone Kowalski
- Sonya Kraus
- Stefanie Giesinger
- Stefanie Küster
- Susanne Erichsen
- Toni Dreher-Adenuga
- Toni Garrn
- Ursula Karven
- Vanessa Duve
- Vanessa Fuchs
- Veruschka von Lehndorff
- Xenia Seeberg

### Polítiques
- Amalie Struve
- Angela Merkel
- Anita Tack
- Anna Blos
- Anna Schepeler-Lette
- Antonie Pfülf
- Astrid Grotelüschen
- Barbara Havliza
- Canan Bayram
- Catherine the Great
- Charlotte Knobloch
- Christa Goetsch
- Christine Lambrecht
- Cornelia Seibeld
- Diana Kinnert
- Diana Sartor
- Dilek Kolat
- Ehrengard Schramm
- Elly Winter
- Evelyn Haas
- Gertrud Scholtz-Klink
- Gisela Mayer
- Helene Weigel
- Ilse Schmidt
- Inge Hannemann
- Ingrid Roitzsch
- Janine Wissler
- Jenny Apolant
- Jessica Bießmann
- Julia Schramm
- Käte Frankenthal
- Kirsten Heisig
- Krista Sager
- Lotte Ulbricht
- Luise Kähler
- Margarete Behm
- Mariana Harder-Kühnel
- Marlies Krämer
- Olga Petersen
- Rosa Buchthal
- Rosa Luxemburg
- Sabine Sütterlin-Waack
- Ulrike Poppe
- Ursula Caberta
- Ursula Engelen-Kefer
- Ursula Funke
- Ursula Groden-Kranich
- Ute Finckh-Krämer
- Zita Zehner

### Químiques
- Agnes Pockels
- Bettina Lotsch
- Brigitte Eisenmann
- Brigitte Mühlenbruch
- Brigitte Sarry
- Brigitte Voit
- Christel Marian
- Clara von Simson
- Cläre Hunsdiecker
- Claudia Felser
- Edith Weyde
- Emma Wolffhardt
- Erika Cremer
- Eva Harth
- Evamarie Hey-Hawkins
- Gabriele Sadowski
- Helma Wennemers
- Hertha Sponer
- Hildegard Hess
- Hildegard Stücklen
- Irma Goldberg
- Katharina Kohse-Höinghaus
- Katharina Landfester
- Kornelia Smalla
- Lieselotte Feikes
- Lotte Loewe
- Lotte Pusch
- Luise Holzapfel
- Magda Staudinger
- Marga Faulstich
- Margarete Traube
- Margarete von Wrangell
- Margit Rätzsch
- Maria Lipp
- Maria Schilder
- Martina Havenith-Newen
- Mehtap Oezaslan
- Sinaida Rosenthal
- Stefanie Dehnen
- Ulrike Beisiegel